# 眞鍋美穂子
眞鍋 美穂子（まなべ みほこ、1968年3月10日 - ）は日本の裁判官、法務官僚。

## 来歴
東京大学法学部卒業。東大法学部在学中に司法試験に合格。
1994年 裁判官任官（東京地方裁判所判事補）。1996年4月1日：名古屋地家裁豊橋支部判事補。1999年4月1日：高松地家裁判事補。2002年4月1日：東京地裁判事補。
2004年4月13日：東京地裁判事補。2005年4月1日：最高裁秘書課付（東京地裁判事）。2007年4月1日：大阪地裁判事・大阪簡裁判事。
2010年4月1日 東京地方裁判所判事・東京簡易裁判所判事。この間、首都大学東京社会科学研究科法曹養成専攻客員教授。2013年11月2日 名古屋高等裁判所判事・名古屋簡易裁判所判事。2016年4月1日 岐阜地方・家庭裁判所部総括判事・岐阜簡易裁判所判事。2019年4月1日 知的財産高等裁判所判事・東京簡易裁判所判事。
2021年6月1日 横浜地方裁判所部総括判事・横浜簡易裁判所判事。

## 主な判決
- 2017 岐阜地裁：NTT西日本の子会社契約社員の雇い止め無効[3]
- 2019 岐阜地裁：長時間労働を認定し国体選手自殺に7000万円の賠償命令[4]
- 2019 岐阜地裁：「宅下げ」不許可は違法、受刑者の訴えを認め刑務所に改善命令[5]

## 著作

### 共著
- 林　道晴ほか：「ライブ争点整理」（東京：有斐閣、2014年）ISBN：978-4-641-13667-0